# Harlem Désir
Harlem Désir (Pariz, 25. studenog 1959.)  francuski je političar (francuska Socijalistička stranka) koji trenutačno obnaša dužnost državnog tajnika za europske poslove.
Stekavši diplomu iz filozofije na Sveučilištu Paris I Panthéon-Sorbonne, bio je jedna od vodećih ličnosti na planu djelovanja udruga u  Francuskoj kao predsjednik nevladine udruge „SOS Racisme“ (od 1984. do 1992.), koja se bavi promicanjem tolerancije, kulturne raznolikosti te, šire govoreći, ljudskih prava. 
Tri puta biran za eurozastupnika (1999., 2004., 2009.),  osobito se posvetio gospodarskim i društvenim te pitanjima povezanima s međunarodnom trgovinom.  Između ostalog podržao je ideju uspostavljanja poreza na financijske transakcije. 
Od listopada 2012. do 2014. bio je na čelu francuske Socijalističke stranke u kojoj je prethodno vršio više odgovornih funkcija, među ostalima i dužnost tajnika zaduženog za Europu. 
Obnašao je i funkciju vijećnika u gradu Aulnay-sous-Bois u okolici Pariza u razdoblju od 2001. do 2006. godine. 
Dana 9. travnja 2014. godine francuski predsjednik François Hollande imenovao ga je državnim tajnikom za europske poslove pri ministru vanjskih poslova i međunarodnog razvoja  Laurentu Fabiusu, potom Jean-Marcu Ayraultu, u vladi  Manuela Vallsa, odnosno Bernarda Cazeneuvea.

## Vanjske poveznice
Biografija Harlema Désira na službenim stranicama Vlade Francuske Republike